# Justin Barnes
Justin Barnes (Peterborough, 26 de março de 1991), é um velejador canadense que é medalhista dos Jogos Pan-Americanos.

## Trajetória esportiva
Em 2019, o atleta conquistou o bronze nos Jogos Pan-Americanos, na classe 49er, junto com o compatriota Alexander Heinzemann. Os atletas chegaram à regata da medalha em quarto lugar após doze regatas, a um ponto da equipe norte-americana. Nesta prova, os canadenses ficaram em 2º lugar, contra um 4º lugar dos norte-americanos. Com o resultado, os canadenses conquistaram o bronze, com 39 pontos perdidos. 